# 新本一真
新本 一真（あらもと かずま、1967年9月10日 - ） は、日本の俳優。
愛知県名古屋市出身。TYPES主宰、所属。血液型B型。特技は野球、ボクシング。2008年10月、新本一馬より新本一真へ改名した。

## 略歴
- 1990年4月、文学座付属演劇研究所入所
- 1991年4月、円演劇研修科入所、3年間所属。
- 1994年、劇団シェイクスピア・シアターに参加。演出家出口典雄に師事。
- 1999年1月、自らが主宰する劇団TYPES を立ち上げる。

## 出演

### 舞台
- 夏の夜の夢 3部作 （役:ボトム、劇団シェイクスピア・シアター、青山円形劇場、グローブ座）
- 間違いの喜劇 （役:公爵、劇団シェイクスピア・シアター、パナソニックグローブ座）
- じゃじゃ馬ならし （役:ペトルーチオ、劇団シェイクスピア・シアター、パナソニックグローブ座）
- ゼロの柩 （風琴工房、下北沢ザ・スズナリ）
- 夢の海賊 （TYPES、青山円形劇場）
- マクベス （TYPES、青山円形劇場）
- 夏の夜の夢 （TYPES、俳優座劇場）
- リア王 （TYPES、新国立劇場小劇場）
- ハツカネズミと人間 （TYPES、俳優座劇場）
- ハムレット （TYPES、俳優座劇場）
- マクベス （TYPES、俳優座劇場）
- 朝・江戸の酔醒 （TYPES、俳優座劇場）

### ラジオ
- おはなしの旅 （NHKラジオ第2放送）